# Галкин, Юрий Вадимович
Галкин Юрий Вадимович (род. 06 марта 1958, Находка, Приморский край Росси)российский марафонец и сверхмарафонец, чемпион России по суточному бегу (2016, 2017), Мастер спорта России. Мировой рекордсмен в суточном беге в возрастной группе 60—64 г.

## Биография
В 1979 году закончил Узбекский государственный институт физической культуры и спорта в Ташкенте. Проживает в городе Люберцы, Московской области. Работает тренером в ГБУ «СШ № 62» Москомспорта.

### Спортивная карьера
В 1977 году выполнил норматив МС СССР по морскому многоборью (плавание, стрельба, бег 1500 м, гребля на ялах, парусные гонки).
Выступает в широком диапазоне беговых дистанций, от бега на 3000 метров до суточного.
Выступает за клуб бега «Парсек». Тренер российский марафонец и сверхмарафонец Всеволод Игоревич Худяков

#### Мировой рекорд
На Кубке России в Москве 18/19 августа 2016 года Юрий Галкин пробежал 243 км 549 м — мировой рекорд в суточном беге в возрастной группе 60—64 лет. Прежний рекорд держался с 1990 года — 240 км 790 м.